# Monte Griffith
Il Monte Griffith (in lingua inglese: Mount Griffith) è una montagna antartica alta 3.095 m, situata 7 km a nord-nordest del Monte Vaughan. È posizionato nelle Hays Mountains, catena montuosa che fa parte dei Monti della Regina Maud, in Antartide. 
Il monte fu osservato nel 1929 dal gruppo guidato dal geologo Laurence McKinley Gould (1896-1995) nel corso della spedizione antartica dell'esploratore polare americano Richard Evelyn Byrd. In quell'occasione ne fu fatta anche una mappatura preliminare. Una mappatura più accurata da parte della seconda spedizione Byrd fu effettuata nel dicembre 1934 dal gruppo geologico guidato da Quin Blackburn (1900-1981).
La denominazione è stata assegnata dallo stesso Byrd in onore di Raymond Griffith, produttore cinematografico della 20th Century-Fox, che aveva dato un importante contributo alla preparazione dei filmati sulla spedizione.